# Valve Corporation

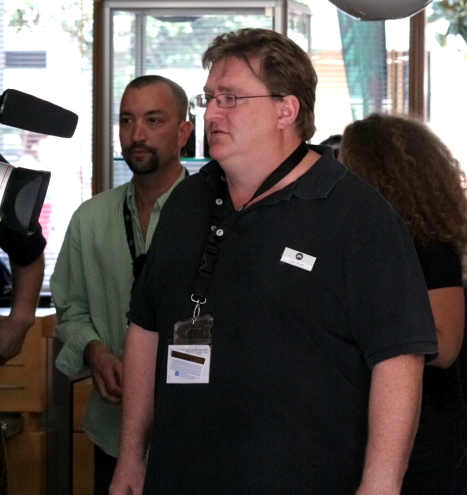
Gabe Newell (en primer terme) i Doug Lombardi (darrere) l'any 2007.

Valve Software és una empresa dels Estats Units desenvolupadora de programari en el camp dels videojocs. Es va fer mundialment famosa pel seu primer videojoc, Half-Life i per una modificació d'aquest joc, Counter-Strike. Les oficines centrals de Valve Software es troben a Kirkland, Washington, Estats Units.
Valve s'estructura com un organització plana sense caps. Ianis Varufakis, un economista que treballa per Valve, ha tractat de situar l'organització de Valve en el context de la teories de l'empresa i el pensament econòmic més ampli.

## Història
Valve Software va ser formada el 1996 per Gabe Newell i Mike Harrington. Ambdós eren ex-treballadors del gegant informàtic Microsoft i havien treballat en els seus sistemes operatius Windows i OS/2 abans de passar-se al món del videojoc. Amb el seu primer, i fins al moment únic videojoc, Valve va collir un gran èxit obtenint beneficis de les seves expansions i mods. En el seu treball al costat de la comunitat de jugadors es troben títols com Counter-Strike o Day of Defeat. El maig del 2003, Valve Software va causar una gran revolada a la fira E3 en presentar el que semblava una versió pràcticament acabada de Half-Life 2. Actualment valve ha llançat videojocs com Team fortress 2, Counter-strike:Global Offensive, Dota2, etc.
Després d'un retard d'una mica més d'un any, possiblement a causa del robatori per una banda del codi font que va sofrir Valve, Half-Life 2 va ser llançat el 16 de novembre de 2004 en tot el món mitjançant la seva plataforma Steam. El videojoc sembla un competidor de Doom 3.

## Videojocs creats
- Alien Swarm
- Counter-Strike: Basat en treballs d'aficionats.
- Counter-Strike: Source: Continuació del popular joc, basat en la tecnologia del motor gràfic Source de Half-Life 2.
- Counter-Strike:Global Offensive: Continuació de counter-Strike:Source, basat en el motor Source 2.0
- Day of Defeat: Basat en treballs d'aficionats.
- Day of Defeat: Source: Reedició de Day of Defeat, aprofitant les noves possibilitats gràfiques del motor gràfic Source de Half-Life 2.
- Half-Life
- Half-Life: Source: Adaptació de Half-Life al motor gràfic Source de Half-Life 2.
- Half-Life 2
- Half-Life 2: Episode One: La continuació de l'argument de Half-Life 2. No és una expansió.
- Half-Life 2: Episode Two:La continuació de l'argument de Half-Life 2: Episode One. No és una expansió.
- Team Fortress Classic
- Team Fortress 2
- Sèrie Dota